# Erythroxylum lanceum
Erythroxylum lanceum là một loài thực vật có hoa trong họ Erythroxylaceae. Loài này được Bojer mô tả khoa học đầu tiên năm 1842.